# Alejandro Maci
Alejandro Maci es un director y guionista de cine, teatro y televisión argentino.
Se inició como actor y asistente de dirección de la directora María Luisa Bemberg para la película De eso no se habla.
Luego, filmó el guion dejado a su muerte por Bemberg de El impostor basado en un cuento de Silvina Ocampo que le valió nominaciones al Premio Cóndor de Plata por ópera prima y guion.
En televisión filmó El acompañante, Sol negro, Anillo de humo, El Hacker, Los exitosos Pells y la adaptación argentina de En terapia.
En teatro ha dirigido La vuelta al hogar de Harold Pinter en el año 2009 en Buenos Aires.
En 2011 recibió el Premio Konex de Platino en Guion de Televisión conjuntamente con Esther Feldman.

## Filmografía
Director
- Los que aman, odian (2017)
- El impostor (1997)
- El acompañante (cortometraje) (1994)

Guionista
- Los que aman, odian (2017)
- El impostor (1997)

Asistente de dirección
- De eso no se habla (1993)

## Televisión
Director
- Laura y Zoe (1998).
- Fiscales (1998).
- El Hacker (2001).
- Anillos de humo (2001)
- Sol negro (2003).
- Contra las cuerdas (2010).
- En terapia (2012).
- Variaciones Walsh (2015).
- Santa Evita (2022)

Guionista
- Tumberos (2002).
- Sol negro (2003).
- Criminal (2005).
- El tiempo no para (2006).
- Lalola (2008).
- Los exitosos Pells (2008).
- Botineras (2009).
- En terapia (2012).